# VCÖ – Mobilität mit Zukunft
Der VCÖ – Mobilität mit Zukunft, ist ein auf Mobilität und Transport spezialisierter, gemeinwohlorientierter Verein mit Sitz in Wien. Sein Ziel ist ein ökologisch verträgliches, ökonomisch effizientes und sozial gerechtes Verkehrssystems.

## Tätigkeit
Der Verein wurde im Juni 1988 als Verkehrsclub Österreich gegründet und will eine ökologisch sichere, verträgliche, wirtschaftlich sinnvolle und sozial gerechte Mobilität erreichen. Die Tätigkeiten des Vereins orientieren sich an den Interessen der „Schwachen im Verkehr“ – also Kindern, älteren Menschen, Fußgängern und Radfahrern. Er stellt entscheidungsverantwortlichen Personen in Politik, Verwaltung und Wirtschaft von ihm aufbereitete Informationen als Entscheidungsgrundlage zur Verfügung, um die Ziele für die Verkehrspolitik in Österreich umzusetzen. Dazu entwickelt der Verein auch Forschungsinitiativen und betreibt Pressearbeit. Zudem ist ihm als Zivildienst-Trägerorganisation die Verkehrssicherheit ein besonderes Anliegen.
Schwesterorganisationen des VCÖ sind der Verkehrsclub Deutschland (VCD) und der Verkehrs-Club der Schweiz (VCS). Auf europäischer Ebene arbeitet der Verein gemeinsam mit dem Dachverband Transport & Environment (T&E).
Der VCÖ vergibt jährlich den Mobilitätspreis gemeinsam mit dem Klimaschutzministerium und den ÖBB. Der Mobilitätspreis zeichnet Projekte aus, die zu einer Senkung der Unfallzahlen, zu weniger Lärm bzw. Abgasen sowie zu einer geringeren CO2-Belastung beitragen. Einreichen können Gemeinden, Betriebe, Unternehmen, Organisationen, Vereine und Schulen.
Seit dem Jahr 2001 führt der VCÖ jährlich einen Bahntest unter den etwa 20 Bahn-Unternehmen mit Personenbeförderung in Österreich durch. Sechs bis acht Bahn-Unternehmen davon nehmen in einem Jahr teil, wobei zwischen 10.000 und 14.000 Fahrgäste per Fragebogen zu ihrer Zufriedenheit mit dem Bahnverkehr in Österreich befragt werden. Die Ergebnisse des VCÖ-Bahntests werden online veröffentlicht.
Die Organisation gibt vier Mal jährlich die Zeitschrift „VCÖ Magazin“ heraus. Zudem erscheinen zahlreiche „Factsheets“. Auch Studien zur Mobilität werden vom VCÖ regelmäßig veröffentlicht. Der VCÖ bietet darüber hinaus Versicherungen an: Haftpflicht und Rechtsschutz für Nichtmotorisierte (inkl. Skaten), gegen Fahrraddiebstahl und einen Kfz-Schutzpass. Der VCÖ ist eine durch das Klimaschutzministerium anerkannte Umweltorganisation, trägt das Spendengütesiegel der Kammer der Wirtschaftstreuhänder und finanziert sich im Wesentlichen durch Spenden von (nach eigenen Angaben) über 5.000 Privatpersonen.